# Constantine Cavarnos
Constantine Cavarnos (* 1918 in Boston, Massachusetts; † 3. März 2011 in Florence, Arizona) war ein US-amerikanischer Philosoph, Byzantinist, Theologe und griechisch-orthodoxer Schemamönch griechischer Abstammung.

## Leben
Constantine Cavarnos wurde im Jahr 1918 in der Stadt Boston geboren. Er studierte an der Harvard University, wo er ebenfalls promovierte, im Bereich Philosophie.

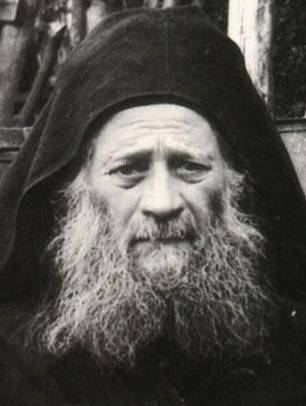
Joseph der Hesychast

Zwischen 1952 und 1958 reiste er dreimal nach Griechenland und auf den Berg Athos. Dort begegnete er Joseph dem Hesychasten und Ephraim von Philotheou. Seine Eindrücke hielt er im 1959 erschienenen Buch Anchored in God. An inside account of life, art, and thought on the Holy Mountain of Athos fest.
Zeit seines Lebens lehrte er an mehreren Colleges und hielt Vorträge in und außerhalb der USA. Dazu gehört eine Zahl an Schulen, Seminaren und Kirchengemeinden, zum Beispiel die Holy Cross School of Theology.

Im Jahr 1956 gründete er das Institute for Byzantine and Modern Greek Studies (IBMGS) in Belmont, Massachusetts, über das er einen Großteil seiner Schriften veröffentlichte. Zu den Gründungsmitgliedern gehörten neben Cavarnos selbst noch: John P. Cavarnos, Athan Anagnostopoulos (1988 Gründer des The Greek Institute), Constantine S. Dukakis, Charles B. Ashanin, John Kalogiannis und John Johnstone.

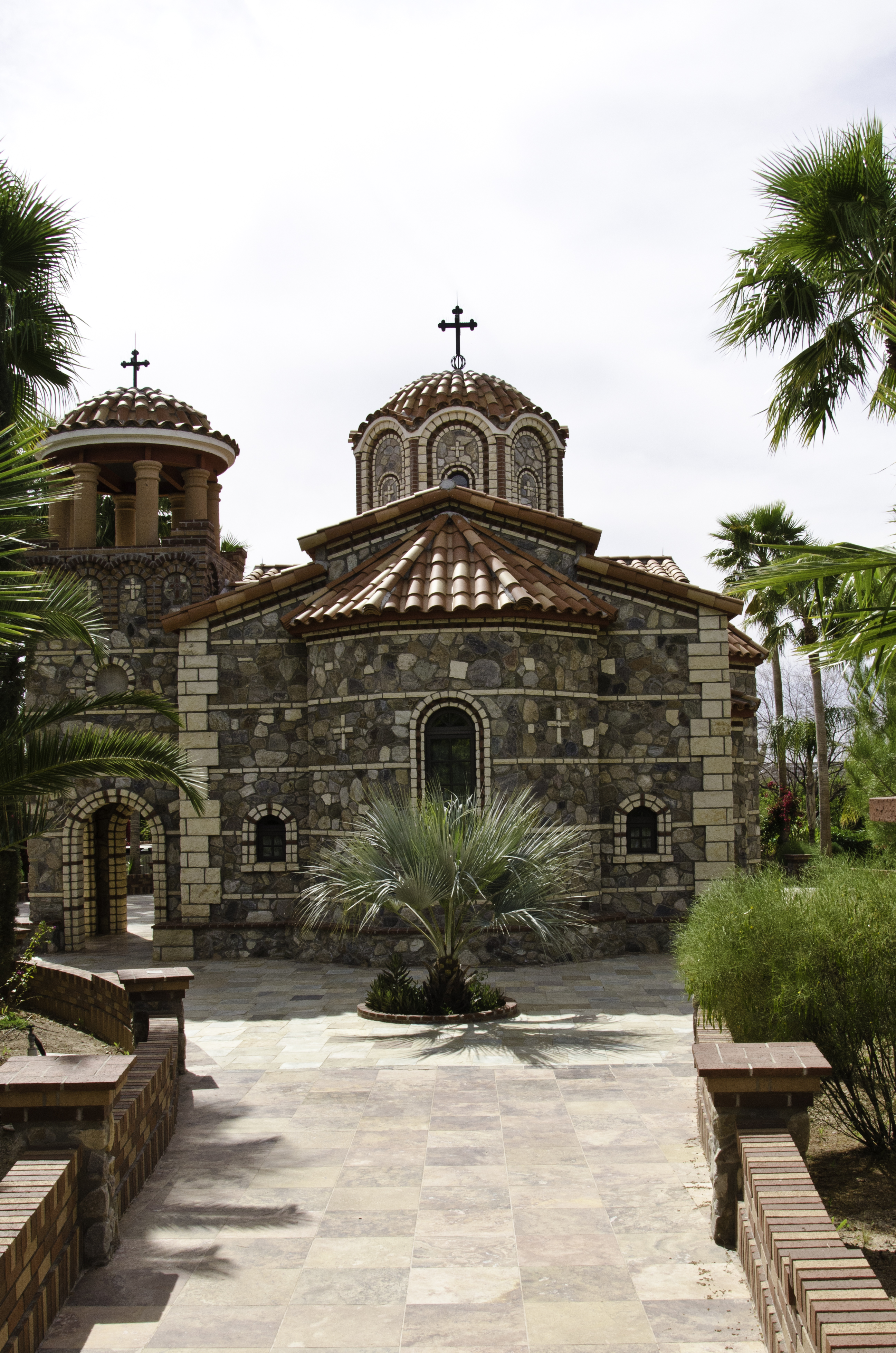
Saint Anthony’s Monastery (2012)

Mit dem Verlust seines Augenlichts entschloss sich Cavarnos, Mönch zu werden und trat ins Saint Anthony’s Monastery (GOArch) bei Florence, Arizona ein. Am 3. März des Jahres 2011 verstarb Constantine Cavarnos im Kloster und wurde noch am selben Tag beigesetzt.

## Werk
Sein Werk umfasst ein breites thematisches Spektrum – von griechischer und byzantinischer Kunst, Architektur und Musik über Philosophie bis hin zu orthodox-christlichen Themen wie Heiligenleben, Mönchtum und Theologie.
Unter den nahezu 100 Büchern finden sich sowohl Monographien, Aufsatzsammlungen als auch Übersetzungen, wie eine zweibändige Ausgabe von ausgewählten Schriften der Philokalie, deren zweiter Teil sein zuletzt veröffentlichtes Buch war.
Besonders hervorzuheben ist im Bereich der Heiligenviten seine 15-bändige Reihe mit dem Titel Modern Orthodox saints. Sie beinhaltet die Heiligen: 1) Cosmas Aitolos, 2) Makarios von Korinth, 3) Nikodemos der Hagiorite, 4) Nikephoros von Chios, 5) Seraphim von Sarow, 6) Arsenios von Paros, 7) Nektarios von Ägina, 8) Savvas der Neue, 9) Methodia von Kimolos, 10) Raffael, Nikolaus und Irene von Lesbos, 11) Philotheos Zervakos, 12) Philaretos vom Heiligen Berg, 13) Gabriel Dionysiatis, 14) Iakovos von Epiros, Joseph der Hesychast, Stavritsa die Missionarin und 15) Athanasios Parios.
Weiterhin veröffentlichte drei Bücher ausschließlich zu Photios Kontoglou, darunter Sammlungen von dessen Schriften sowie Gespräche mit dem Schriftsteller und Künstler, mit dem ihn eine Freundschaft verband.

## Veröffentlichungen (Auswahl)
- Modern greek thought. Three essays dealing with philosophy, critique of science, and views of man's nature and destiny. Institute for Byzantine and Modern Greek Studies, Belmont, Mass. 1969.
- Modern Orthodox saints. Institute for Byzantine and Modern Greek Studies, Belmont, Mass. 1971–2006, ISBN 0-914744-12-7. (15 Bände)
- A dialogue between Bergson, Aristotle and Philologos. 2. Auflage. Inst. for Byzantine and Modern Greek Studies, Belmont, Mass. 1973. (Erstveröffentlichung 1949)
- Byzantine Thought and art. A collection of essays. 2. Auflage. Inst. for Byzantine and Modern Greek Studies, Belmont, Mass. 1974, ISBN 0-914744-22-4.
- Anchored in God. An inside account of life, art, and thought on the Holy Mountain of Athos. Institute for Byzantine and Modern Greek Studies, Belmont, Mass. 1975, ISBN 0-914744-30-5. (Erstveröffentlichung 1959)
- (Hrsg.): Modern greek philosophers on the human soul. Selections from the writings of 7 representative thinkers of modern Greece - Benjamin of Lesvos, Vrailas-Armenis, Skaltsounis, St. Nectarios, Louvaris, Kontoglou, and Theodorakopoulos - on the nature and immortality of the soul. Inst. for Byzantine and Modern Greek Studies, Belmont, Mass. 1987, ISBN 0-914744-77-1.
- Meetings with Kontoglou. Enlightening, lively discussions on Byzantine iconography and music, diverse writers, philosophers and theologians, and contemporary events and trends, between the author and the great icon painter, writer, and philosopher Photios Kontoglou. Inst. for Byzantine and Modern Greek Studies, Belmont, Mass. 1992, ISBN 0-914744-95-X.
- Guide to Byzantine iconography. Detailed explanation of the distinctive characteristics of Byzantine iconography. Band 1, Holy Transfiguration Monastery, Boston, Mass. 1993, ISBN 978-0-943405-05-6.
- Immortality of the soul. The testimony of the Old and New Testaments, Orthodox iconography and hymnography, and the works of Eastern Fathers and other writers of the Orthodox Church. Institute for Byzantine and Modern Greek Studies, Belmont, Mass. 1993, ISBN 0-914744-96-8.
- Ecumenism examined. A concise analytical discussion of the contemporary ecumenical movement. Inst. for Byzantine and Modern Greek Studies, Belmont, Mass. 1996, ISBN 1-884729-18-5.
- Guide to Byzantine iconography. Detailed explanation of the distinctive characteristics of Byzantine iconography. Band 2, Holy Transfiguration Monastery, Boston, Mass. 2001, ISBN 978-0943405117.
- (Hrsg.): Fine arts and tradition. Four essays by the renowned Greek icon painter, writer, and philosopher Photios Kontoglou (1895-1965). Inst. for Byzantine and Modern Greek Studies, Belmont, Mass. 2004, ISBN 1-884729-76-2.
- Greek Letters and Orthodoxy. Their Relations during Two Millenia. Inst. for Byzantine & Modern Greek Studies, Belmont, Mass. 2004, ISBN 1-884729-75-4.
- (Hrsg.): Byzantine sacred art. Selected writings of the contemporary greek icon painter Fotis Kontoglous on the sacred arts according to the tradition of eastern orthodox christianity. Institute for Byzantine and Modern Greek Studies, Belmont, Mass. 1985, ISBN 0-914744-60-7.